# La Mousmé
La Mousmé (fr.: młoda dziewczyna (o japonce), hol. Mousmé in rieten leunstoel, halffiguur, ang. La Mousmé, Sitting) – obraz Vincenta van Gogha namalowany w lipcu 1888 podczas jego pobytu w miejscowości Arles. 
Obraz stanowi część kolekcji National Gallery of Art w Waszyngtonie. 
Nr kat.: F 431, JH 1519.

## Szczyt kariery van Gogha
Van Gogh nazywał Arles "Japonią południa". Opuszczając Paryż miał nadzieję, iż podczas jego pobytu w Arles uda mu się przywołać w swoich dziełach prostą ale dramatyczną ekspresję sztuki japońskiej.
W czasie malowania portretu La Mousmé van Gogh miał 35 lat. Osiągnął wówczas szczyt kariery artystycznej, malując obrazy, z których kilka zostało uznanych za najlepsze w jego dorobku. Obrazy z tamtego okresu przedstawiają różne aspekty życia codziennego, jak np. Żniwa w La Crau z Montmajour w tle czy omawiany obraz, La Mousmé. W tym czasie powstała też seria Słoneczniki, należąca do najbardziej rozpoznawalnych obrazów van Gogha. Artysta malując starał się być na bieżąco z duchem czasów, jeśli chodzi o własne poglądy odnośnie do malowanych obrazów. To prawdopodobnie jeden z najszczęśliwszych okresów w jego życiu, kiedy był on pewny siebie, spokojny i na pozór zadowolony.
Pobyt w Arles trwający 1 rok i 3 miesiące (444 dni) okazał się czasem płodnym: van Gogh namalował ponad 200 obrazów i sporządził ok. 100 rysunków. Znalazł oprócz tego czas i energię aby napisać ponad 200 listów. Pejzaże malował bardzo szybko, biorąc przykład z wieśniaków uwijających się w skwarnym słońcu.

## Obraz
Zainspirowany powieścią Pierre’a Loti Madame Chrysanthème oraz japońskimi drzeworytami van Gogh namalował La Mousmé, starannie ubraną japońską dziewczynkę. W liście do brata napisał: "Zajęło mi to cały tydzień...ale muszę oszczędzać moją energie duchową, żeby dobrze namalować mousmé. Mousmé to japońska dziewczynka – w tym wypadku – w wieku 12 do 14 lat."
W liście do Émile’a Bernarda z 29 lipca 1888 opisał obraz w następujących słowach:
”właśnie ukończyłem portret 12-letniej dziewczynki, o brązowych oczach, czarnych brwiach i włosach i żółtawo-szarej skórze, na białym tle z silną domieszką zieleni a la Veronese, w krwistoczerwonej bluzce w fioletowe paski. Niebieska spódnica w duże, pomarańczowe kropki, kwiat oleandru w ślicznej, małej rączce.”
W bardzo podobnych słowach opisał obraz w liście do siostry Willeminy z 31 lipca.
Van Gogh używał koloru w sposób symboliczny. Publiczność przyciąga użycie przez niego kontrastowych form i barw, które dodają obrazowi energii i intensywności. Komplementarne odcienie błękitu i oranżu, stylistyczne odchylenia od kolorów na obrazach impresjonistycznych, które kupował mieszkając w Paryżu, odcinają się na tle bladej, jakby wiosennej zieleni tła. Ubiór La Mousmé to mieszanka nowoczesności i tradycji. Strój jej jest z pewnością nowoczesny. Jasne kolory koszuli i bluzki wywodzą się z południowych okolic Arles. Van Gogh uwagę poświęcił cechom dziewczynki, najbardziej skupiając się na jej twarzy, której nadal koloryt dziewczynki z Arles, ale z wpływem japońskim. Sylwetka dziewczynki naśladuje kształt kwiatu oleandru. Kwitnący oleander jest, podobnie jak dziewczynka, w pełnym rozkwicie.
Van Gogh powiedział o portretach typu La Mousmé, że są ”jedyną rzeczą w malowaniu, która podnieca mnie do głębi duszy i która sprawia, że odczuwam nieskończoność bardziej, niż cokolwiek innego”."

## Dzieje obrazu
- Do maja 1909 obraz znajdował się w posiadaniu szwagierki artysty Johanny van Gogh-Bonger. Pięć sprzedanych przez nią obrazów stało się częścią kolekcji National Gallery of Art.
- W maju 1909 obraz został sprzedany J.H. de Boisowi, marszandowi i dyrektorowi haskiego oddziału galerii C.M. Van Gogha, wuja artysty.
- Po maju 1909 obraz został sprzedany niemieckiemu dramaturgowi i kolekcjonerowi sztuki Carlowi Sternheimowi (1878-1942).
- Do 1917 obraz był w posiadaniu paryskiego marszanda i kolekcjonera Alphonse’a Kanna (1870-1948).
- Do 1928 obraz był własnością J.B. Stanga z Oslo.
- 3 stycznia 1928 niemiecki marszand z Berlina specjalizujący się w malarstwie francuskim, dr. Alfred Gold sprzedał La Mousmé połączonej galerii Alexa Reida i Lefèvre’a w Glasgow i Londynie oraz M. Knoedler & Co. z Nowego Jorku.
- 21 maja 1929 dzięki paryskiej Galerie Étienne Bignou obraz trafił w ręce amerykańskiego bankiera i sponsora sztuki Chestera Dale’a (1883-1962) z Nowego Jorku.
- W 1963 Dale podarował obraz National Gallery of Art i umieszczony w dziale Dale Chester Collection, w 1962 wraz z innymi obrazami przekazanymi przez niego waszyngtońskiej galerii. Kolekcja Dale’a stanowi jeden z najważniejszych amerykańskich zbiorów malarstwa francuskiego przełomu XIX i XX w.[8].

## Rysunek „La Mousmé”
Van Gogh sporządził również kilka szkiców La Mousmé:
- Szkic portretowy Siedząca La Mousmé, znajdujący się w Luwrze. Nr kat.: F 1722, JH 1521[9].
- La Mousmé, szkic połowy postaci w zbiorach Thomas Gibson Fine Art w Londynie. Nr kat.: F 1503, JH 1533[10].
- Siedząca La Mousmé w zbiorach Muzeum im. Puszkina w Moskwie. Nr kat.: F 1504, JH 1520[11].